# Spatholobus purpureus
Spatholobus purpureus är en ärtväxtart som beskrevs av David Prain. Spatholobus purpureus ingår i släktet Spatholobus och familjen ärtväxter. Inga underarter finns listade i Catalogue of Life.